# Srem

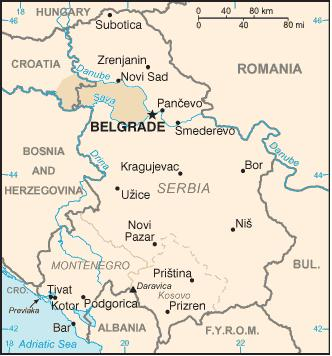
Obszar Sremu na mapie Serbii

Srem (zwany też Syrmia, serb. Срем, chorw. Srijem, węg. Szerémség) – region historyczny położony między Dunajem i Sawą, podzielony obecnie między Serbię (część wschodnia, w większości w granicach Prowincji Autonomicznej Wojwodina) i Chorwację (część zachodnia).

## Historia
Nazwa regionu pochodzi od antycznego miasta Sirmium położonego nad rzeką Sawą (w pobliżu dzisiejszej Sremskiej Mitrovicy), założonego zapewne przez Ilirów, później stolicy rzymskiej prowincji Panonii i jednego z najważniejszych ośrodków miejskich Bałkanów. Miasto to zostało zniszczone w VI wieku przez Awarów, w tym też okresie pojawiła się tutaj ludność słowiańska. Przez kolejnych kilka stuleci zwierzchność nad tym rejonem wielokrotnie się zmieniała – władali nim Gepidowie, Bizantyjczycy, Frankowie, Bułgarzy, ponownie Bizantyjczycy. Często czynili to za pośrednictwem lokalnych książąt, m.in. Sermona, który panował w Sremie w XI w. jako wasal bułgarski.
W XII w. region przejęli z rąk Bizancjum królowie Węgier, stopniowo jednak zwiększało się znaczenie lokalnych władców serbskich – w efekcie to na terytorium Sremu na przełomie XIII i XIV w. znalazło się centrum Królestwa Serbskiego, niezależnego od Węgier. W 1311 roku Srem został jednak włączony na powrót do Węgier (przy czym jego zachodnia część stała się częścią banatu Slawonii).
Na początku XV w. Srem powrócił w ręce władców pochodzenia serbskiego, tym razem jednak z nadania królów węgierskich – wasalni despoci i książęta sremscy przetrwali tutaj aż do czasu podboju osmańskiego w pierwszej połowie XVI wieku Turcy panowali nad tym terytorium przez kolejne dwa stulecia i utracili władzę na rzecz Habsburgów dopiero po wojnach austriacko-tureckich w latach 1683–1699 i 1716–1718.
Srem został wówczas podzielony – jego południowa część znalazła się w granicach Pogranicza Wojskowego, północna zaś początkowo była hrabstwem, a potem została włączona do Królestwa Slawonii. W okresie Wiosny Ludów północna część Sremu stała się częścią autonomicznego regionu serbskiego, jednak w 1860 roku powróciła w granice królestwa Slawonii, wraz z którym w 1868 roku stała się częścią Zalitawii. Pod koniec XIX wieku zlikwidowano Pogranicze Wojskowe.
W 1918 roku, wskutek rozpadu Austro-Węgier Srem początkowo proklamował przyłączenie do Serbii, a znalazł się w granicach Królestwa Jugosławii (początkowo: Królestwa SHS). W latach 1941–1944 Srem znajdował się w granicach marionetkowego faszystowskiego Niepodległego Państwa Chorwackiego, a w 1945 roku został podzielony między republiki socjalistycznej Jugosławii: wschodnia część znalazła się w granicach Serbii, zachodnia zaś w Chorwacji.
Po ogłoszeniu przez Chorwację niepodległości w 1991 Serbowie mieszkający na terytorium zachodniego Sremu oraz wschodniej Slawonii (w granicach Chorwacji) proklamowali powstanie autonomicznego regionu serbskiego, a następnie – wraz z inną enklawą serbską – utworzyli Republikę Serbskiej Krajiny. Kraj ten jednak nie został uznany na arenie międzynarodowej, a po walkach w latach 1993–1995 przywrócono na jego terytorium zwierzchność chorwacką.

## Ludność
Ludność Sremu według danych serbskiego i chorwackiego spisu ludności z 2001 i 2002 roku w zdecydowanej większości składa się z Serbów i Chorwatów, przy czym na terytorium serbskiej części Sremu ok. 85% ludności stanowią Serbowie (669 tys. z 791 tys.), a na terenie chorwackiej ok. 80% – Chorwaci (160 tys. z 205 tys.).